# Новобогородські Виселки
Новобогоро́дські Ви́селки (рос. Новобогородские Выселки, ерз. Новобогородские Выселки) — присілок у складі Єльниківського району Мордовії, Росія. Входить до складу Новоямського сільського поселення.
Населення — 2 особи (2010; 3 у 2002).
Національний склад (станом на 2002 рік):
- росіяни — 100 %